# Conquesta romana de Britànnia
La conquesta romana de Britànnia inclou els fets que van des de l'arribada de les primeres tropes romanes a Britànnia fins a la seva annexió a l'Imperi Romà, amb el procés de romanització dels seus habitants que va comportar.
Des del 26 d'agost del 55 aC, que Juli César va desembarcar amb les seues tropes a l'illa anomenada actualment Gran Bretanya i que en l'antiguitat era coneguda com a Britànnia, que va donar inici a un lent però constant procés expansiu del poder polític i militar de Roma en l'illa, que va tenir no obstant això alguns moments de reculada.

## Campanya del 55 aC
A final de l'estiu del 55 aC, Juli Cèsar va decidir envair Britànnia, i atès que amb excepció dels comerciants, ningú hi anava, i els seus coneixements no s'havien estès més enllà de la costa d'enfront de la Gàl·lia, pensant que trauria molt profit d'una visita illa va enviar Gai Volusè Quadrat amb un vaixell de guerra per explorar dels seus habitants i reconèixer llocs ports i l'accés, gairebé desconeguts per als gals.
Juli Cèsar es va traslladar al territori dels mòrins, on va dur la flota que havia lluitat contra els vènets el 56 aC. Mentre Cèsar preparava l'expedició, alguns comerciants va informar als britons de les intencions del procònsol romà, i aquestos, sorpresos per la invasió romana van enviar ambaixadors a Cèsar, amb la promesa de lliurar ostatges i obeir l'autoritat de Roma. Mentre Gai Volusè Quadrat tornava amb molta informació, Cèsar els va imposar a Commi, rei dels atrebats amb la tasca de visitar la Gran Bretanya per instar al seu poble a ser fidel a Roma. Els mòrins van presentar-se a Cèsar demanant disculpes pel comportament passat i per tal de fer més segura la situació a la Gàl·lia abans de sortir, César va decretar el lliurament d'un gran nombre d'ostatges
La legió VII Claudia i la Legió X Gemina van embarcar amb vuitanta vaixells des de Portus Itius i la cavalleria amb uns divuit vaixells, possiblement des d'Ambleteuse. Els britànics havien enviat la cavalleria i els carros espera de Cèsar al mar, mentre el gruix de l'exèrcit s'uniria a ells més tard. Acostant-se als penya-segats de Dover (Anglaterra), Cèsar es va adonar que l'enemic hi estava apostat observant la flota romana. Cèsar no va creure factible desembarcar en aquell moment i va decidir fer-se a la mar, arribant a un tram de costa obert i planer on també trobà l'enemic desplegat. Una gran batalla va tenir lloc quan els britànics van tractar d'impedir el desembarcament dels romans. Amb l'ús de balistes muntades als vaixells, i amb moltes dificultats, els romans van aconseguir baixar a terra, on els dos exèrcits es van enfrontar. Després d'una dura batalla, els britons van fugir, però els romans no els van poder perseguir perquè no tenien cavalleria, ja que encara era a la Gàl·lia.
Els enviats van alliberar Commi i li van oferir a Cèsar diversos ostatges, però quan es van assabentar que la cavalleria romana s'havia quedat a la costa belga pel mal temps i les marees oceàniques havien malmès seriosament els vaixells de Cèsar, els britànics van decidir reprendre les armes contra els invasors, i van sortir d'amagat del camp del procònsol. Cèsar, que havia comprès les intencions de l'enemic, va ordenar la reparació dels vaixells i preparar la defensa contra un possible atac, incloent proveir l'exèrcit del blat necessari enviant la legió VII Claudia, que un cop allunyada del camp principal va ser envoltada i atacada per molts flancs. Cèsar, veient l'incident, va prendre vuit cohorts de la legió X Gemina i va anar a gran velocitat, salvant la legió assetjada, i va tornar al campament base, on hauria de suportar un altre atac enemic. Finalment, els britons, després de reunit una gran quantitat d'infanteria i cavalleria, va atacar un altre cop, sent de nou derrotats amb grans pèrdues i sent perseguits pels romans.
La victòria dels romans van obligar els britons a demanar la pau, i aquesta vegada Cèsar va obtenir el doble d'ostatges, va tornar a la Gàl·lia, on en desembarcar les seves legions van ser atacats pels mòrins, que esperaven aconseguir el ric botí de la campanya romana, però foren rebutjats i Tit Labiè fou enviat per castigar-los, mentre Quint Tituri Sabí i Luci Aurunculeu Cotta van ser enviats a assolar les terres dels menapis. En acabar, totes les legions hibernaren en la Gàl·lia Belga. Mentrestant, només dues nacions britones van enviar els ostatges promesos, mentre les altres van enviar menys dels acordats. Abans de viatjar a Itàlia César va ordenar reparar els vaixells malmesos i construir tants vaixells com fos possible, més baixos i amples per tal de resistir millor les onades de l'oceà. Després de tornar a Roma, es van ordenar de vint dies de celebració en el seu honor.

## Campanya del 54 aC

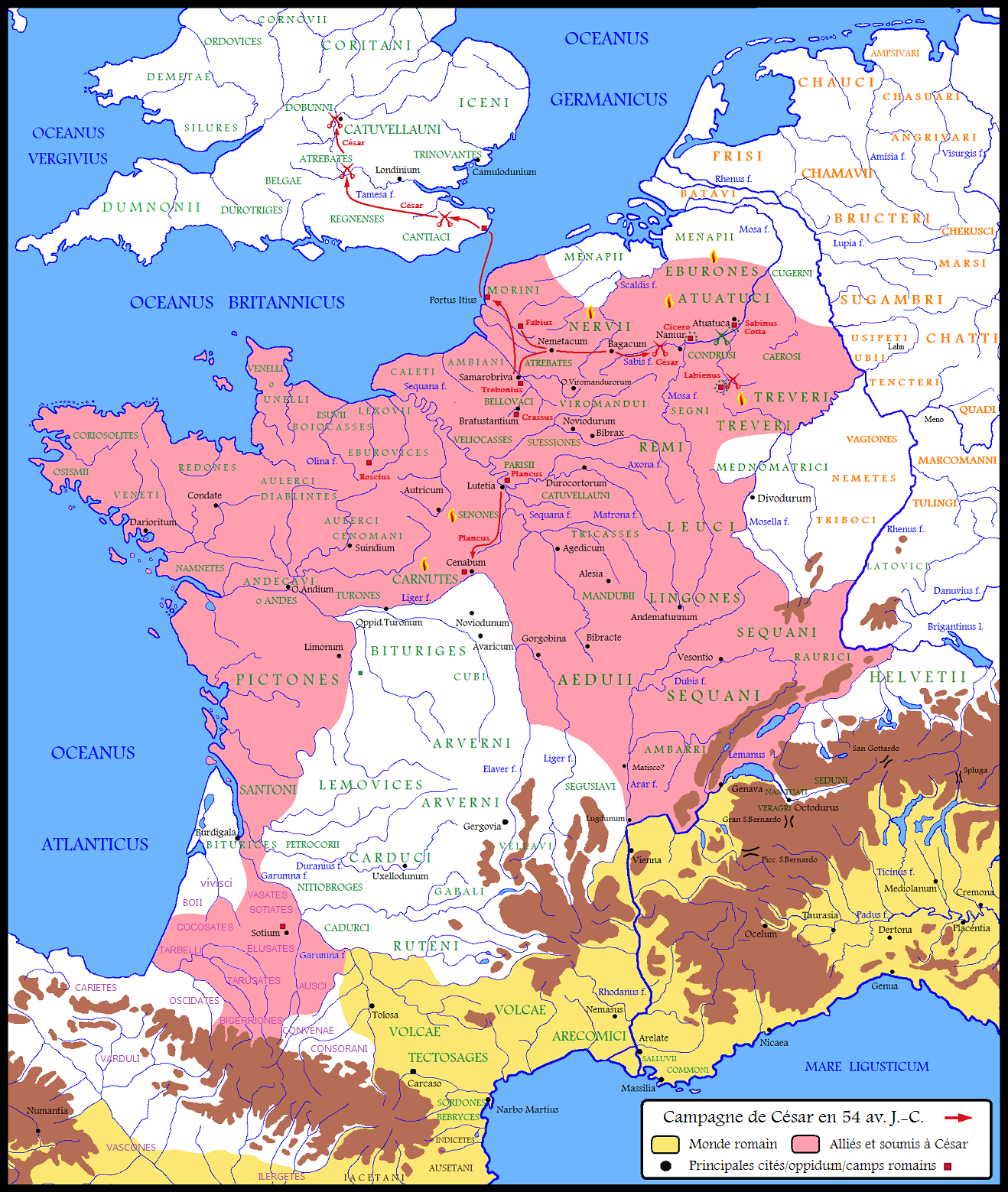
Campanya del 54 aC a Britànnia

Juli Cèsar va deixar a Tit Labiè la Gàl·lia amb tres legions i dos mil genets per protegir els ports, facilitar l'aprovisionament i control de la situació, va partir per segona vegada de Portus Itius a la Gran Bretanya amb cinc legions i dos mil vuit-cents genets a bord de vaixells, als que més tard es van sumar nombrosos comerciants atrets pels contes de fabuloses riqueses de l'illa.
El desembarcament fou en el mateix lloc de l'any anterior però sense trobar cap oposició, i deixant deu cohorts i tres-cents genets al comandament de Quint Atri, va marxar cap a l'interior, on, a uns trenta quilòmetres des del campament es troba la primera oposició real dels britons, que van ser derrotats tot i estar en posició favorable. L'endemà de la batalla van arribar al campament del general romà uns genets informant que la nit abans una tempesta havia malmès la majoria dels vaixells. El procònsol va anar a veure per si mateix els danys i oferir el necessari per les repararacions. De tornada va saber que s'havia reunit a prop del campament romà un enorme exèrcit enemic dirigit per Cassivelaune.
Després de diversos enfrontaments els britons van deixar d'atacar en gran nombre per fer petits atacs. Les forces romanes, després d'aconseguir travessar el riu, van entrar a territori de Cassivelaune però foren atacats per petits grups, sobretot per les tribus dels sàl·lies; però els trinovants amb els quals Cassivelaune estava abans en guerra, i algunes altres tribus, es van sotmetre als romans. Cèsar era ja prop de la capital de Cassivelaune, a l'actual St Albans defensada només per boscos i maresmes, i la va atacar i conquerir. Cassivelaune es va escapar, i després d'un parell d'atacs fracassats als romans, va demanar la pau, que li fou concedida a canvi d'un tribut anual i de cedir ostatges.
En aquesta època l'hedu Dumnòrix, va ser condemnat a mort per evitar possibles sentiments de revolta entre els gals per haver espantat als nobles de la Gàlia afirmant que Cèsar els anava a matar una vegada desembarcat a Gran Bretanya. Dumnorix quan va poder es va escapar del camp romà amb la cavalleria gal·la però fou atrapat i executat.

## Preparatius de Calígula
L'any 40, Calígula va ampliar l'Imperi Romà amb Mauretània i va fer un intent important de conquerir Britannia, fins i tot desafiant Neptú en la seva campanya i aixecant dues legions, però finalment va desistir del seu intent.

## Campanyes d'Aule Plauci
L'any 43, l'emperador Claudi, immers en una ampliació dels dominis de l'Imperi, va ordenar a un Exèrcit romà format per quatre legions al comandament de Aule Plauci la conquesta i submissió de l'illa en suport de Verica, rei dels atrebats i aliat de Roma, que havia estat deposat per Epàtic dels seus veïns catuvel·launs
L'exèrcit es componia de les legions IX Hispana, II Augusta, XIV Gemina i XX Valèria Victrix, més uns 20.000 soldats auxiliars, entre ells tracis i bataus. La legió II Augusta va ser comandada pel futur emperador Vespasià i tres homes amb la categoria apropiada per enviar legions se sap que van participar en la invasió: Tit Flavi Sabí, germà de l'emperador, Gneu Hosidi Geta, i Gai Senti Saturní. Les tropes, reticents a creuar el mar i lluitar més enllà dels límits del món conegut, es van amotinar a les platges del nord de la Gàl·lia, però el llibert Narcís es va dirigir a ells i va acabar amb el motí.
La força invasora va navegar dividida en tres, desembarcant possiblement a Lympne, Dover (Anglaterra) i Rutupiae, ajuntant-se al riu Medway, on van derrotar Caratac i Togodumnus dels catuvel·launs, que es retiraren fins al Tàmesi, on Plauci es va aturar i va fer anar a buscar Claudi, que va arribar amb els elefants i l'artilleria, i va marxar sobre Camulodunum, la capital dels catuvelaunes.
Claudi va establir el territori conquerit com una província romana disposant que Plauci fos el governador, i es van establir aliances amb les nacions fora del control directe romà. El, 47 Plauci fou substituït per Publi Ostori Escapula. Fins al lliurament de Caratac als romans per la reina dels brigantes, Cartimandua, després de la seva derrota a la batalla de Caer Caradoc, no es va arribar una situació d'equilibri i estabilitat.

## La Revolta de Boudica
El costum romà permetia als reis aliats mantenir la seva independència només mentre visquessin però a la seva mort, havien de deixar el seu regne en herència a Roma. En el seu testament, Prasútag havia deixat part de les seves terres i riqueses a l'emperador Neró però també en va deixar una part a les seves filles. Segons la legislació romana era il·legal deixar part de les riqueses a tercers en un testament que pertanyia a l'emperador i no es permetia heretar a les dones, encara que els celtes creien que la dona podia governar en iguals condicions que un home. Quan Prasútag va morir la seva voluntat va ser ignorada i el seu regne annexat com si hagués estat conquerit. Terres i propietats van ser confiscades, els nobles tractats com esclaus, Boudica va ser assotada i les seves filles violades.
Boudica, va incitar als icens, als trinovants i altres tribus de la regió a llançar-se en una ferotge rebel·lió contra els romans. Aquell mateix any, el governador romà de les Illes Britàniques, Gai Suetoni Paulí, i gran part del seu exèrcit es trobaven lluny, enmig de la conquesta de l'illa de Mona (Anglesey), al País de Gal·les. Llavors, els britons rebels van cremar Camulodunum, derrotar la Legió IX, i destruir Verulamium i Londinium, matant a tot romà que van trobar i també als britons pro-romans. Els informes romans, exagerats segurament, van elevar el nombre de morts a 70.000. Però finalment, Boudica va ser derrotada en la batalla de Watling Street per l'exèrcit romà, i va decidir suïcidar-se. Va ser l'ocasió que els britons van tenir més pròxima la possibilitat d'expulsar els romans de l'illa. Amb la derrota de la rebel·lió i la submissió de la meitat sud de l'illa de Britànnia (la major part de l'actual Anglaterra), s'obria pas a un nou avanç cap al nord i l'oest (bàsicament els actuals Gal·les i Escòcia).

## Campanyes d'Agrícola

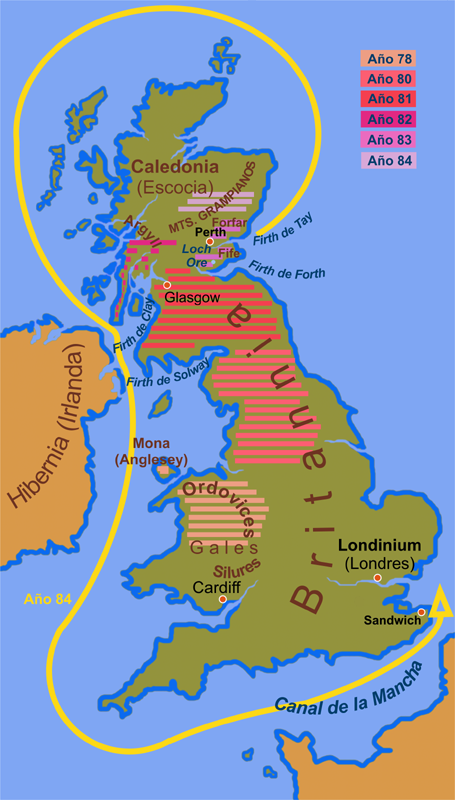
Mapa de les campanyes d'Agrícola a Britànnia
en els anys 78-84.

Una de les missions de Gneu Juli Agrícola, que va substituir Sext Juli Frontí, juntament amb la d'ampliar al territori sotmès a control de l'Imperi Romà, fou la construcció d'una calçada, que permetria l'adequat contacte amb la rereguarda romana, assegurant la possibilitat de rebre reforços i subministraments. A Britànnia els romans van aconseguir dominar completament la província amb una política de conciliació amb els britons, i amb la visió de les arts i els luxes dels civilitzats, que els va convèncer d'establir-se a ciutats i construir cases i temples; els fills dels caps britons foren educats sota el sistema romà i la toga romana fou la seva vestimenta des de llavors.
Agrícola va optar inicialment per suprimir la possible amenaça per al seu flanc esquerre que podia suposar la tribu dels ordovics, assentada al nord de l'actual País de Gal·les i insubmisa davant el poder de Roma. El seu predecessor Julius Frontinus havia arribat fins al país dels silurs i Agrícola va continuar la seva obra en sis campanyes anuals que van consolidar el control sobre el nord de l'actual Anglaterra, arribant a consolidar una línia dotada de fortificacions defensives tan al nord com el Fiord de Forth, ja en l'interior d'Escòcia. El 78 va ocupar l'illa de Mona i el país dels ordòvics, places fortes dels druides; l'any següent va consolidar la zona de domini mitjançant acords (79); l'any 80 va avançar al nord cap al Solway; l'any 81 va arribar a Clyde i Forth; el 82 va sotmetre als britons de la regió enfront d'Hibernia.
L'any 83, va explorar amb la flota les costes de Fife i Forfar i les legions d'Agrícola van entrar en contacte amb els caledons o pictes, que van reaccionar assaltant el campament que havia construït probablement a Loch Ore la Legió IX Hispana. Tot i que els caledons van ser rebutjats, estava clar que no anaven a acceptar fàcilment la submissió a Roma, així que Agrícola va planificar per a l'any 84 una campanya contra ells. La campanya va incloure una exploració de les costes nord de l'illa, amb la finalitat de confirmar que es tractava d'una illa i que no s'unia a Europa, i la seua finalitat era la pacificació definitiva de l'illa, el que permetria una possible futura conquesta de Hibernia i l'alliberament així de part dels recursos militars, que ja començaven a ser necessaris en la línia del riu Rin, enfront dels enfront dels germànics.
Iniciat l'avanç, que comptava amb el suport de la marina romana, les tropes d'Agrícola van penetrar de nou en territori dels pictes, fent avançar a la infanteria romana acompanyada dels seus auxiliars britons, amb la clara intenció de presumir de la seua potència militar. Al llarg de la campanya, les legions van veure com, de forma sistemàtica, els pictes eludien els enfrontaments directes amb les tropes, ja que eren conscients de la seua inferioritat en termes militars. Després d'una victòria sobre els caledons dirigits per Galgacus al mur de Murdoch, al peu dels turons; en aquesta campanya la flota romana va anar al nord de Fife i va rodejar la costa escocesa, descobrint que Gran Bretanya realment es tractava d'una illa; l'hivern del 84 Agrícola fou cridat per Domicià i destituït del govern.
Els caledons es van veure forçats a entaular batalla en un lloc que Tàcit denomina mons Graupius (batalla del mont Graupi), i que la historiografia no ha pogut identificar amb seguretat. Del relat de Tàcit es desprèn que, en la manera que era habitual entre els cèltics i altres pobles antics, els pictes combatien acompanyats de les seues famílies, el que incrementava la càrrega sobre els seus recursos. La conseqüència de la campanya de l'any 84 en la zona seria la incorporació de l'actual Escòcia a l'Imperi Romà. Pacificat el territori, s'obriria pas al seu romanització i a la fundació de colònies romanes en el territori, al que s'afegiria la construcció de les corresponents vies de comunicació.

## Retirada de Caledònia
Gneu Juli Agrícola va ser cridat a Roma per l'emperador Domicià, aparentment preocupat per les despeses econòmiques de les successives campanyes, però en realitat molest i gelós per la popularitat d'Agrícola, a qui l'opinió pública veia com l'únic militar capaç de redreçar la delicada situació en Germània, va viure en una situació de retir a la vida privada, en una espècie d'exili interior fins que va ser assassinat per Domicià l'any 93.
Part de les legions desplegades en el nord de Britànnia van ser retirades del lloc, per a ser transferides a la Gàl·lia, la línia del riu Rin o altres llocs de l'Imperi que es pensava eren necessàries, afeblint les possibilitats romanes a Caledònia.
Per a substituir Agrícola es va enviar Sal·lusti Lucul·le, antic governador de la Bètica, el que va permetre als pictes reorganitzar-se i superar la crisi patida amb motiu de les campanyes d'Agrícola, perdent així la iniciativa estratègica. L'exèrcit romà va abandonar els llocs avançats en l'interior de la Caledònia per a ja mai més intentar ocupar l'actual Escòcia.